# Beşkarış-Talsperre
Die Beşkarış-Talsperre (türkisch Beşkarış Barajı) befindet sich 10 km südsüdöstlich der Kreisstadt Altıntaş in den südöstlichen Ausläufern des Murat Dağı in der Provinz Kütahya.
Die Beşkarış-Talsperre wurde in den Jahren 1993–2009 oberhalb der Ortschaft Beşkarış am Kokar Çayı, einem rechten Nebenfluss des Porsuk Çayı, errichtet. 
Sie dient der Bewässerung einer Fläche von 9093 ha. 
Das Absperrbauwerk ist ein 52,35 m hoher Erdschüttdamm.  
Das Dammvolumen beträgt 1.825.000 m³.   
Der Stausee bedeckt bei Normalstau eine Fläche von 5,12 km². 
Der Speicherraum liegt bei 75,7 Mio. m³.